# 神神社 (藤枝市)
神神社（みわじんじゃ）は、静岡県藤枝市岡部町三輪にある神社。

## 概要
藤枝市東部、岡部町三輪地区の中心部に鎮座している。
創建は皇極天皇3年（644年）とされ、東国に疫病が蔓延した際に、退散祈願として、大和国（奈良県）の大神神社を勧請して創建したとされ、式内社としても記録されている古社である。
明治6年（1873年）に郷社に列格、明治40年（1907年）に神饌幣帛料供進社に指定。

## 祭神
- 大物主神